# Lupinus surcoensis
Lupinus surcoensis är en ärtväxtart som beskrevs av Charles Piper Smith. Lupinus surcoensis ingår i släktet lupiner, och familjen ärtväxter. Inga underarter finns listade i Catalogue of Life.